# Rybniční soustava

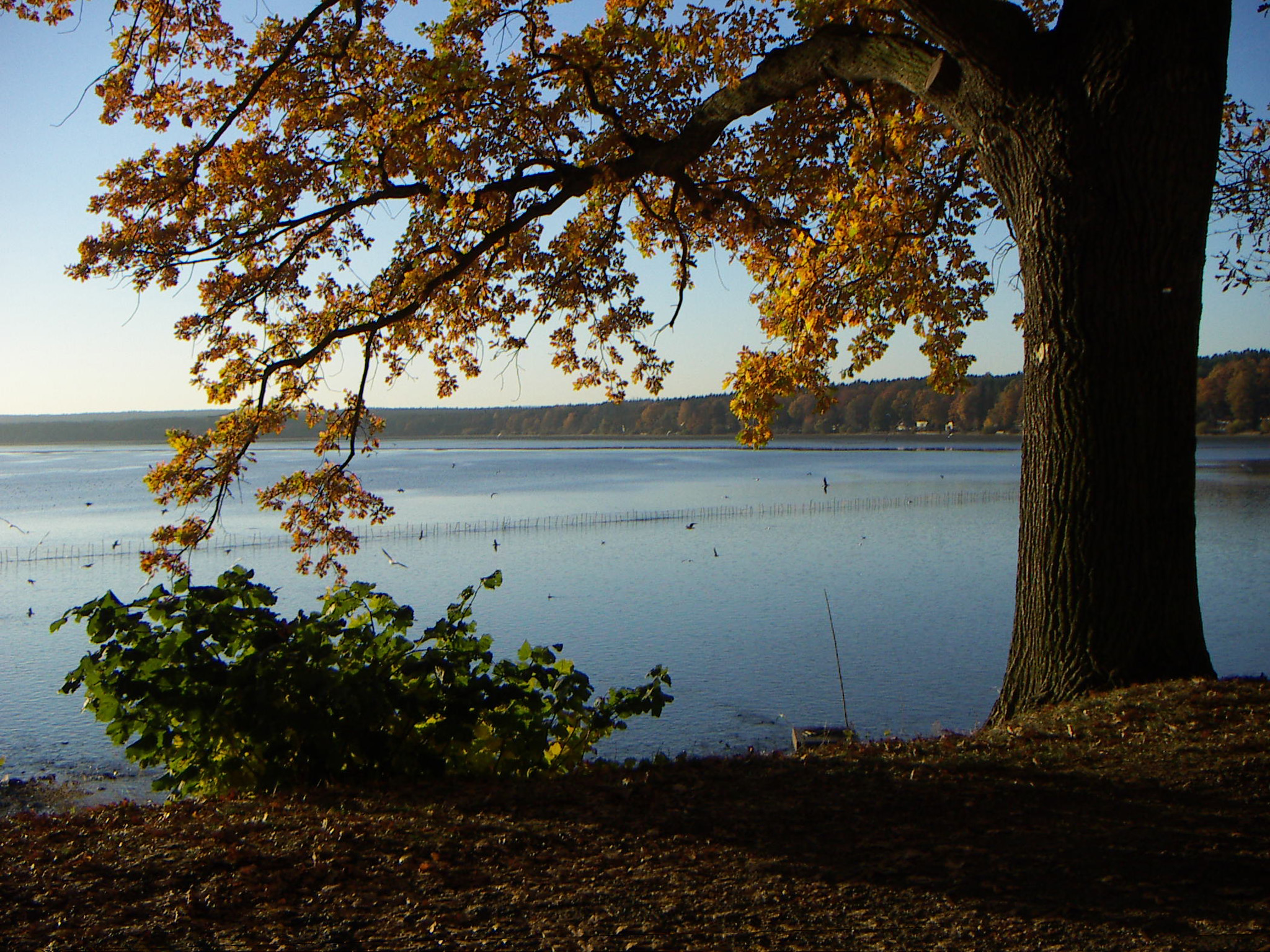
Bezdrev - největší rybník Hlubocké rybniční soustavy

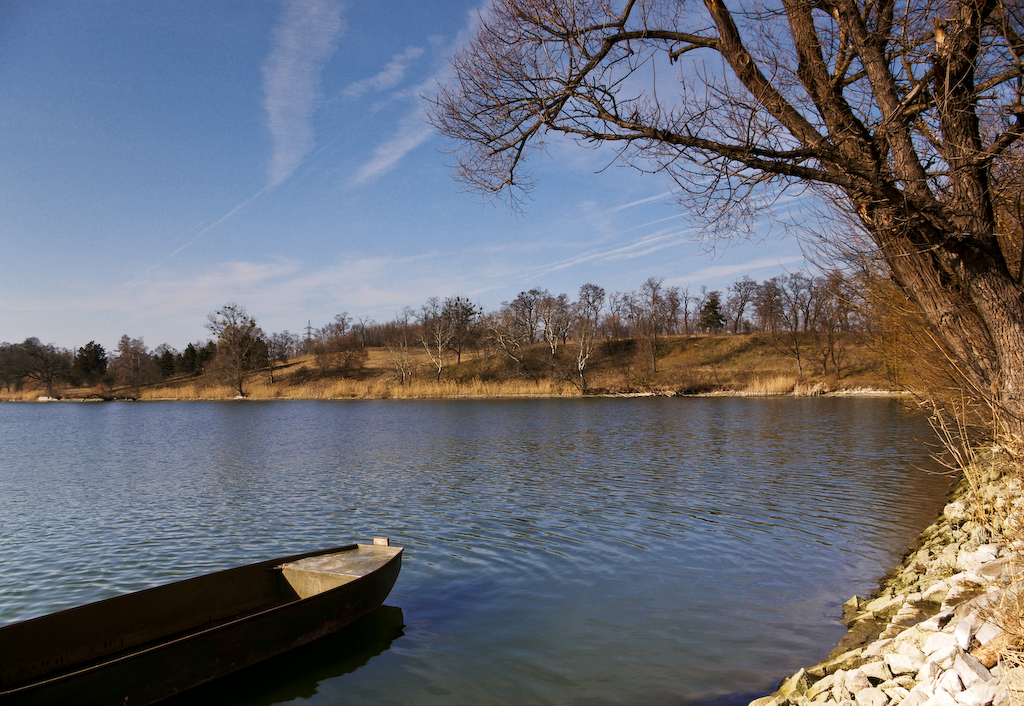
Prostřední rybník - jeden ze soustavy Lednických rybníků

Rybniční soustava je seskupení více rybníků v určité oblasti nebo povodí. Jednotlivé rybníky rybničních soustav bývají navzájem propojeny umělými kanály nebo přírodními vodními toky, nebo jsou odděleny pouze menšími hrázemi. To umožňuje přepouštění vody mezi rybníky.
Rybniční soustavy byly na území Čech a Moravy zakládány už od středověku. Jsou ukázkou měřičské a stavitelské dovednosti té doby i zdařilého využití místních podmínek k přeměně původně bažinatého území na kulturní hospodářskou krajinu. Kromě svého hlavního účelu – umělého chovu ryb – mají význam i pro hospodaření s vodou, zejména jako protipovodňová opatření nebo zdroje závlah.
V některých oblastech rybníky téměř zanikly (masivně rušeny byly zejména v 19. století), ale někde se jich v ucelených soustavách stále relativně hodně vyskytuje, zejména v jihočeských pánvích, Polabí, Poodří, na jihu Moravy i jinde.

## Příklady rybničních soustav v Česku

### Jižní Čechy
- povodí Lužnice
  - Břilická rybniční soustava (Břilický, Bičan, Nový u Dvorců, Verfle, Starý u Břilic, Stružky a další); odtok: Káňovský potok do Káňova
  - Chlumská (Chlumsko-lutovská) rybniční soustava – rybníky Staré jezero, Starý hospodář, Podsedek a další na pravé (východní) straně Lužnice; hlavní propojení – Koštěnický potok a Křížová stoka
  - Nadějská rybniční soustava – rybníky Potěšil, Skutek, Naděje, Víra, Láska, Měkký, Strakatý, Dobrá vůle, Blaník, Rod, Horák, Fišmistr, Baštýř a Pěšák na pravém (východním) břehu Lužnice; hlavní propojení – stoka Potěšilka
  - Novohradská rybniční soustava – rybníky Žárský rybník, Byňovský rybník, Olešnický velký rybník a další
  - Třeboňská rybniční soustava (zvaná také Rožmberská) – rybníky Rožmberk, Svět, Velký Tisý a další na levé (západní) straně Lužnice; hlavní propojení – Zlatá stoka
  - skupina rybníků u Vitmanova – v území mezi Novou řekou a Lužnicí („Starou řekou“); tedy rybníky z Nové řeky napájené a do Staré řeky nebo do rybníka Rožmberk vypouštěné (Vyšehrad, Stolec, Nový Vdovec, Starý Vdovec, Ženich, Nový Spálený, Dušákovský)
- povodí Otavy
  - Lnářsko-blatenská rybniční soustava – rybník Labuť a další[3]
  - Protivínsko-vodňanská rybniční soustava – Dřemlínský rybník a další[4]
- povodí Vltavy (přímo)
  - Českobudějovická rybniční soustava – rybníky Dehtář, Vrbenské rybníky, Novohakelský rybník a další
  - Hlubocká rybniční soustava  – rybník Bezdrev a rybníky jižně od Hluboké: Munický rybník, Velký Zvolenov a další

### Západní Čechy (povodíBerounky)
- Bolevecká rybniční soustava – rybníky Velký Bolevecký, Kamenný, Košinář, Senecký, Strženka, Šídlovský, Třemošenský a další

### Východní Čechy (povodíLabe)
- Chlumecko-dymokurská soustava – Jakubský rybník, Pustý rybník
- Mnichovohradišťská soustava (povodí Jizery) – Žabakor, Komárovský rybník
- Pardubická rybniční soustava (zvaná také Pernštejnská) – Bohdanečský rybník, Matka
- Poděbradsko-nymburská soustava (z větší části zaniklá v 18. století)[5] – Blato

### Severní Čechy (povodíPloučnice)
- Dokeská soustava rybníků – Máchovo jezero, Poselský rybník, Břehyňský rybník, Mariánský, Pateřinky, Čepelský
- Holanská soustava – Dolanský rybník, Milčanský rybník, Holanský rybník a další
- Hradčanská soustava – Černý, Vavrouškův, Strážovský, Držník a Hradčanský rybník

### Českomoravská vrchovina
- Ratajské rybníky – Horní, Prostřední a Dolní ratajský rybník (povodí Labe)
- Žďárská rybniční soustava – Velké Dářko a další (povodí Vltavy skrze Sázavu)

### Střední Morava (povodíMoravy)
- Tovačovské rybníky – Hradecký, Křenovský, Kolečko, Náklo

### Jižní Morava (povodíDyje)
- Hodonínské rybníky
- Lednické rybníky – Nesyt, Mlýnský a další
- Mutěnické rybníky
- Pohořelické rybníky – Novoveský, Starý, Vrkoč